# Agujaceratop
L'agujaceratop (Agujaceratops, "cara banyuda d'Aguja") és una espècie de dinosaure ceratop que va viure al Cretaci superior (Campanià), fa entre 83 i 70 milions d'anys.
Només se'n coneix una espècie, Agujaceratops mariscalensis.